# Terbang Selatan
Terbang Selatan (Süd-Terbang) ist eine der indonesischen Damar-Inseln in der Bandasee und unbewohnt. 

## Geographie
Terbang Selatan hat eine Fläche von 4,78 km² und erreicht eine Höhe von 122 Metern. Sie liegt südlich der Hauptinsel Damar und seiner Schwesterinsel Terbang Utara (Nord-Terbang). Die Damar-Inseln sind Teil der Barat-Daya-Inseln und damit des inneren Bandabogens, einer Inselkette vulkanischen Ursprungs. Die Damar-Inseln bilden den Subdistrikt (Kecamatan) Damar, der zu dem Regierungsbezirk (Kabupaten) der Südwestmolukken gehört (Provinz Maluku).
Jahrelang befanden sich die Einwohner der Nachbarorte Wulur und Kehli auf der Hauptinsel Damar im Streit um die Nutzungsrechte für die unbewohnten Inseln Terbang Utara und Terbang Selatan und die umliegenden Gewässer. 1986 wurde gerichtlich entschieden, dass diese Wulur zustehen.

## Fauna
Auf Terbang Selatan konnten 2006 28 verschiedene Vogelarten erfasst werden.